# 15791 Yoshiewatanabe
15791 Yoshiewatanabe eller 1993 TM1 är en asteroid i huvudbältet som upptäcktes den 15 oktober 1993 av de båda japanska astronomerna Kazuro Watanabe och Kin Endate vid Kitami-observatoriet. Den är uppkallad efter författaren Yoshie Watanabe.
Asteroiden har en diameter på ungefär 3 kilometer och den tillhör asteroidgruppen Nysa.